# Mara (Saragossa)
Mara ist ein nordspanischer Ort und eine Gemeinde (municipio) mit 161 Einwohnern (Stand: 2024) im Westen der Provinz Saragossa und der Autonomen Region Aragonien. Der Ort gehört zur bevölkerungsarmen Serranía Celtibérica.

## Lage und Klima
Mara liegt etwa 85 Kilometer (Luftlinie) südwestlich von Saragossa in einer Höhe von 690 m am Río Perejiles.
Das Klima ist gemäßigt bis warm.

## Geschichte
In der Nähe des heutigen Ortes finden sich die Reste des keltiberischen Oppidums Segeda (auch: Sekaida), die als Münzstätte eine überregionale Bedeutung hatte. Die Siedlung war eine Gründung der Belli, einem Zweig der Lusonen. 153 vor Christus soll hier den Römern von keltiberischen Truppen eine empfindliche Niederlage beigebracht worden sein, obwohl das Oppidum dabei zerstört wurde. Die Siedlung wurde aber wenig später neu errichtet (archäologisch als Segeda II bezeichnet). Während der Bürgerkriege wurde die Siedlung erneut verwüstet und spätestens 49 vor Christus aufgegeben.

## Bevölkerungsentwicklung
| Jahr      | 1970 | 1981 | 1991 | 2001 | 2011 | 2021 |
| Einwohner | 482  | 340  | 245  | 203  | 202  | 167  |

Die Mechanisierung der Landwirtschaft, die Aufgabe bäuerlicher Kleinbetriebe und der damit verbundene Verlust von Arbeitsplätzen führten seit der Mitte des 20. Jahrhunderts zu einem deutlichen Rückgang der Bevölkerung (Landflucht).

## Sehenswürdigkeiten
- Andreaskirche (Iglesia de San Andrés Apóstol)
- Rathaus

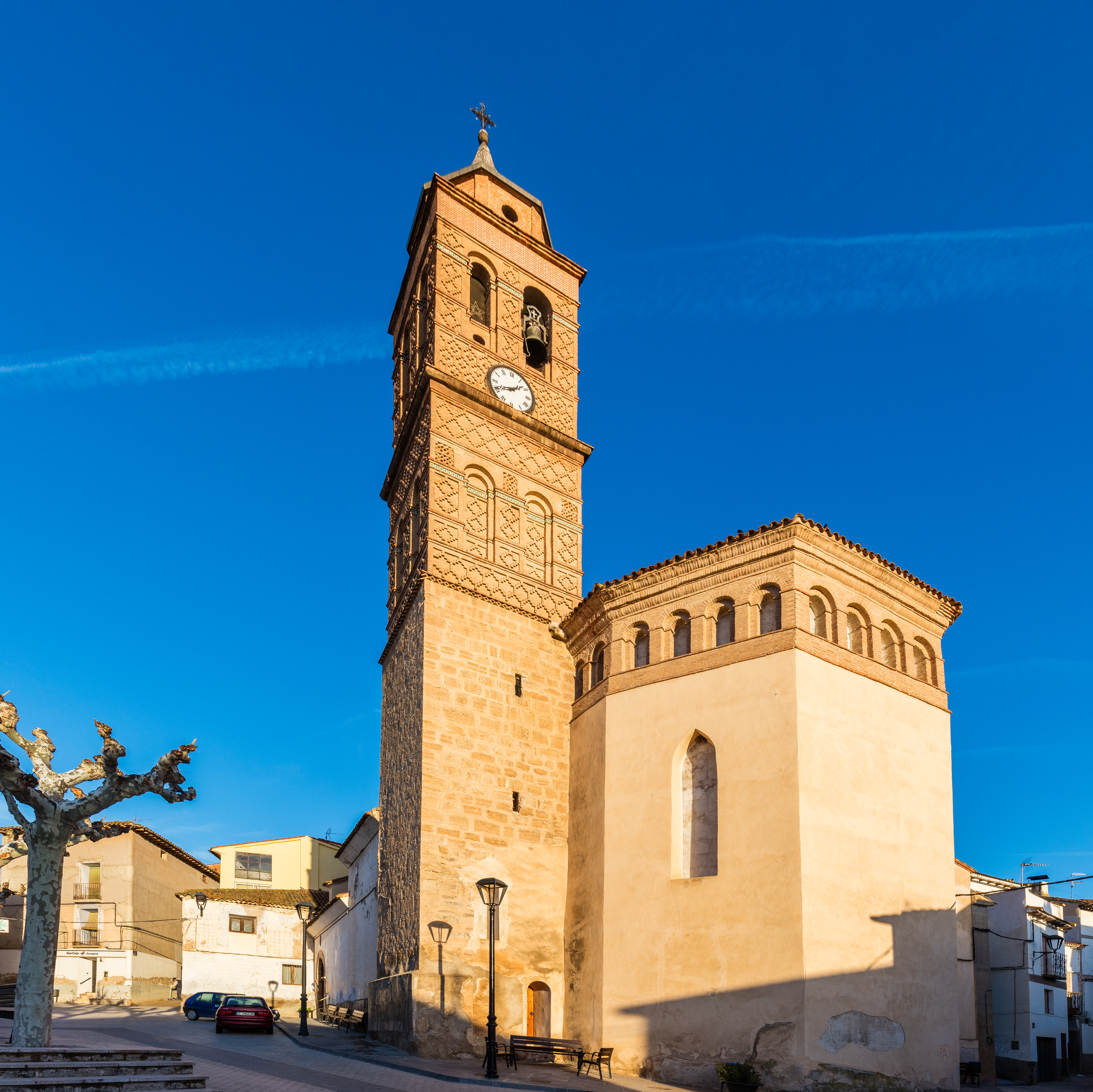
Andreaskirche
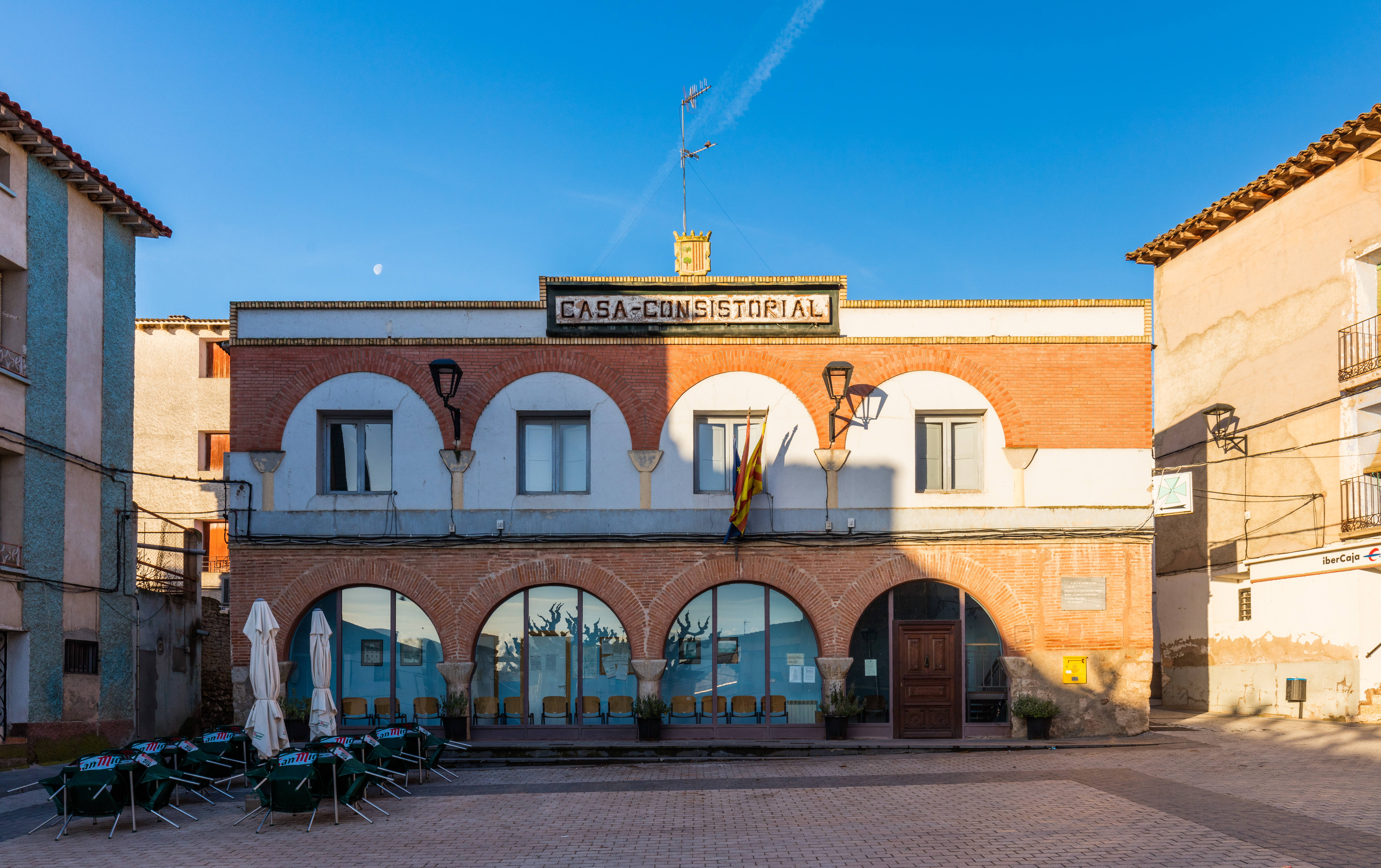
Rathaus